# Minidoka National Wildlife Refuge
Das Minidoka National Wildlife Refuge ist ein 84 km² großes Schutzgebiet des National Wildlife Refuge Systems im Süden des US-Bundesstaates Idaho.
Das Gebiet liegt in der Snake River Plain am Ufer des Snake River in Süd-Zentral Idaho, etwa 20 km entfernt von Rupert. Es schließt etwa 200 km der Küstenlinie des Stausees Lake Walcott ein und dehnt sich etwa 40 km flussaufwärts aus.
Etwa die Hälfte des Schutzgebietes besteht aus Wasser bzw. Feuchtgebieten. In der trockenen Umgebung zieht diese Oase viele Tiere aus der Umgebung an. Viele Arten nutzen die mit Rohrkolben bewachsenen kleinen Buchten an den Ufern als Rückzugsgebiete. Andere Tiere nutzen die Weiden, Pappeln und andere Bäume, die in Ufernähe wachsen. Der Rest des Gebietes ist flach, mit Wüsten-Beifuß, Gräsern und isolierten Ansammlungen von Wacholder bewachsen.

## Klima
Mit unter 300 mm Niederschlag im Jahresdurchschnitt ist das Klima semiarid. Davon entfällt ein Großteil auf den winterlichen Schneefall. Die Sommer sind heiß und trocken, unterbrochen von Gewittern mit höchst wechselnden Niederschlagsmengen. Das Gebiet liegt auf etwa 1.280 Meter über dem Meeresspiegel.

## Minidoka-Staudamm
Die Errichtung des Minidoka Dam und des Kraftwerks am Snake River begann 1904 durch das Bureau of Reclamation zur Wasserversorgung der Landwirtschaft und Sicherstellung der Stromerzeugung. Der sich bildende Stausee wurde Lake Walcott genannt. In dieser trockenen Region zog der See und das ihn umgebende Gebiet schnell eine große Anzahl  und ein großes Artenreichtum von Wildtieren an. Dies war der Grund dafür, das Gebiet schon früh unter Schutz zu stellen.

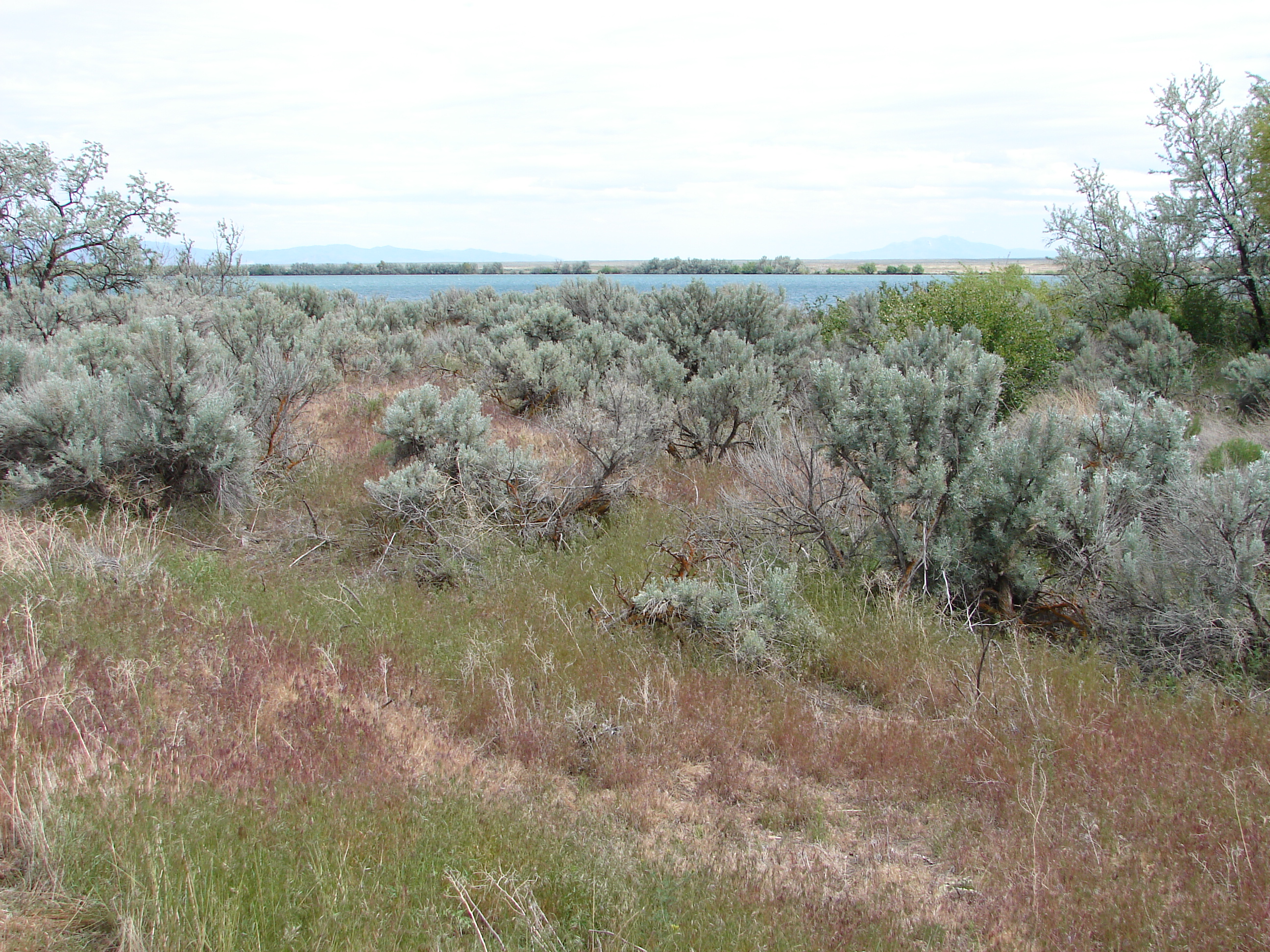
Wüsten-Beifuß in der Nähe des Stausees Lake Walcott

## Vögel

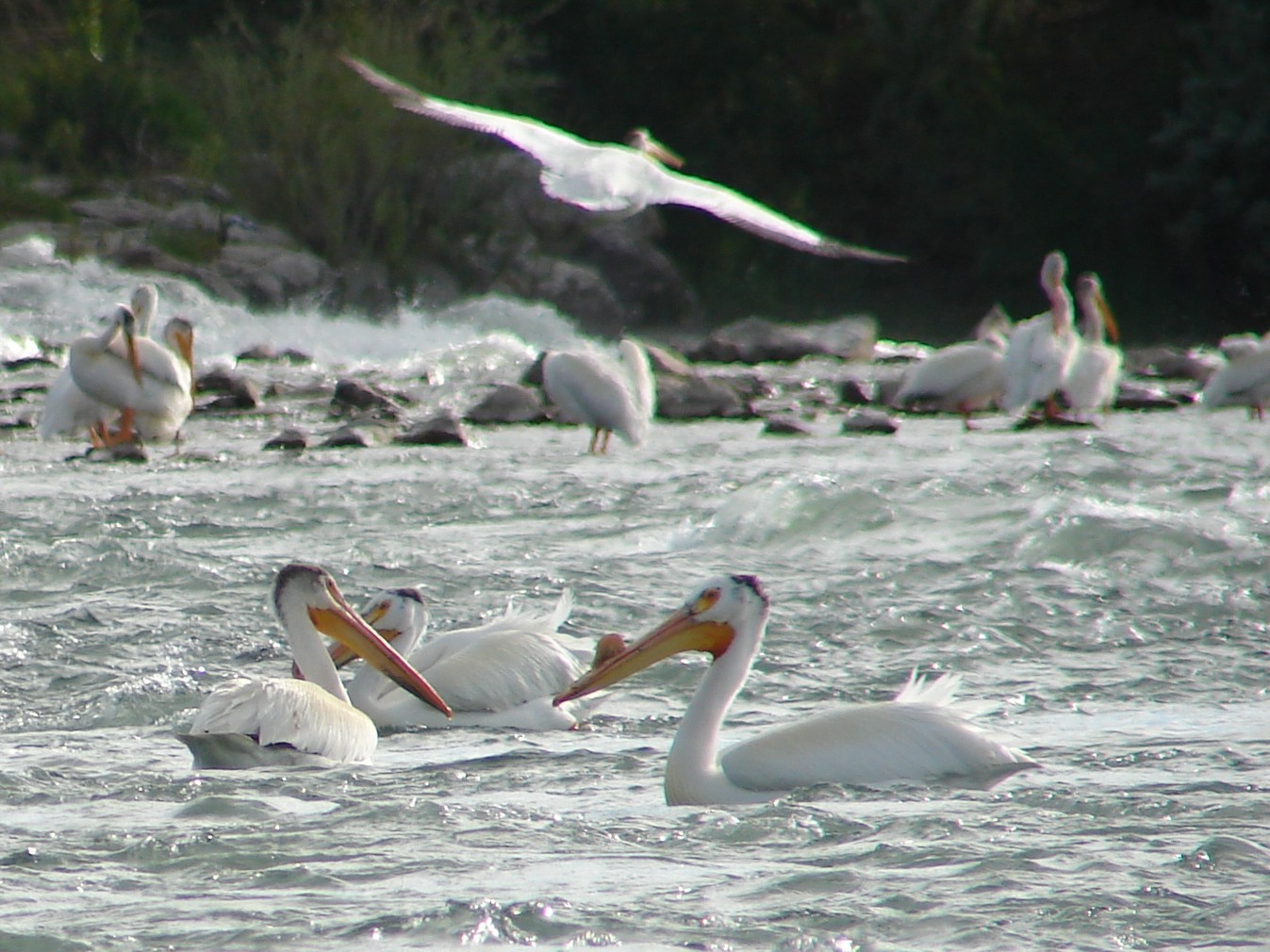
Nashornpelikane am Minidoka Damm

Minidoka ist ein Glied in der Kette des pazifischen Vogelzuges. Das Schutzgebiet wird jedes Frühjahr und jeden Herbst von einer Vielzahl von Zugvögeln als Rastplatz genutzt, hauptsächlich von Wasservögeln. In dieser Zeit machen hier auch regelmäßig etwa 500 Zwergschwäne Rast.
Im Gegensatz zu den meisten mausernden Vögeln, die das Gefieder nach und nach wechseln, verlieren Wasservögel das Gefieder der Flügel und des Schwanzes auf einmal. So sind sie etwa einen Monat flugunfähig, während die Flügel nachwachsen.
Die abgeschiedenen, störungsfreien Buchten des Gebietes mit üppiger Vegetation können während der Monate Juli bis September 100.000 sich mausernde Enten und Gänsen anziehen.
Die offene Wasserfläche, das Schwemmland und das Watt bilden den Lebensraum für zahlreiche Wasservögel. Renn- und Clark-Taucher, Indianerblässhuhn und Keilschwanz-Regenpfeifer sind gut zu beobachten. Sorgfältige Beobachter können auch Eistaucher und Watvögel wie Schlammtreter, Amerikanischer Säbelschnäbler und den Wilson-Wassertreter sichten.
Einige Vögel sind auf gegenseitige Hilfe angewiesen und sondern sich zum Schutz vor Räubern ab. Diese nisten lieber in Kolonien auf isolierten, kleinen Inseln oder den Hainen großer Bäume. Häufig nisten mehrere Vogelarten in einer Kolonie zusammen. Bei diesen Vögeln handelt es sich hauptsächlich um Renn- und Clark-Taucher, Ohrenscharbe, Kanadareiher, Nachtreiher, Nashornpelikan, Kaliforniermöwe, manchmal auch Silber- und Kuhreiher. Teile des Gebietes sind für die Öffentlichkeit während der Nestsaison gesperrt, um die Brutkolonien vor Störungen zu schützen.
Über 230 verschiedene Arten sind in Minidoka gesichtet worden. Wegen der Brutkolonien und der daraus resultierenden Konzentration an Wasservögeln ist das Gebiet von der American Bird Conservancy als Vogelschutzgebiet von weltweiter Bedeutung ernannt worden. Manche Standvögel wie z. B. Schweifhuhn, Beifußhuhn, Fasan, Rebhuhn und einige Singvögel sind das ganze Jahr über anzutreffen. Andere finden sich nur im Sommer oder während des Vogelzuges ein.
Weißkopfseeadler können regelmäßig im Herbst und Winter beobachtet werden.

## Säugetiere
Man kann in Minidoka auch auf eine große Anzahl von Säugetieren treffen. Maultierhirsche sind regelmäßig in der Nähe der Rangerstation zu sehen. Gabelböcke kommen in geringer Anzahl in den offenen von Wüsten-Beifuß bewachsenen Gegenden vor. Kleinere vorkommende Säugetiere sind Kanadischer Biber, Baumwollschwanzkaninchen, Präriehase, Bisamratte, Urson, Waschbär, Streifenskunk, Amerikanischer Nerz, Kojote und verschiedene Fledermäuse. Der Nordamerikanische Fischotter kann manchmal ebenfalls beobachtet werden. Sehr seltene Besucher sind Puma, Rotluchs, Wapiti und Elch.